# 內蓋夫 (以色列)

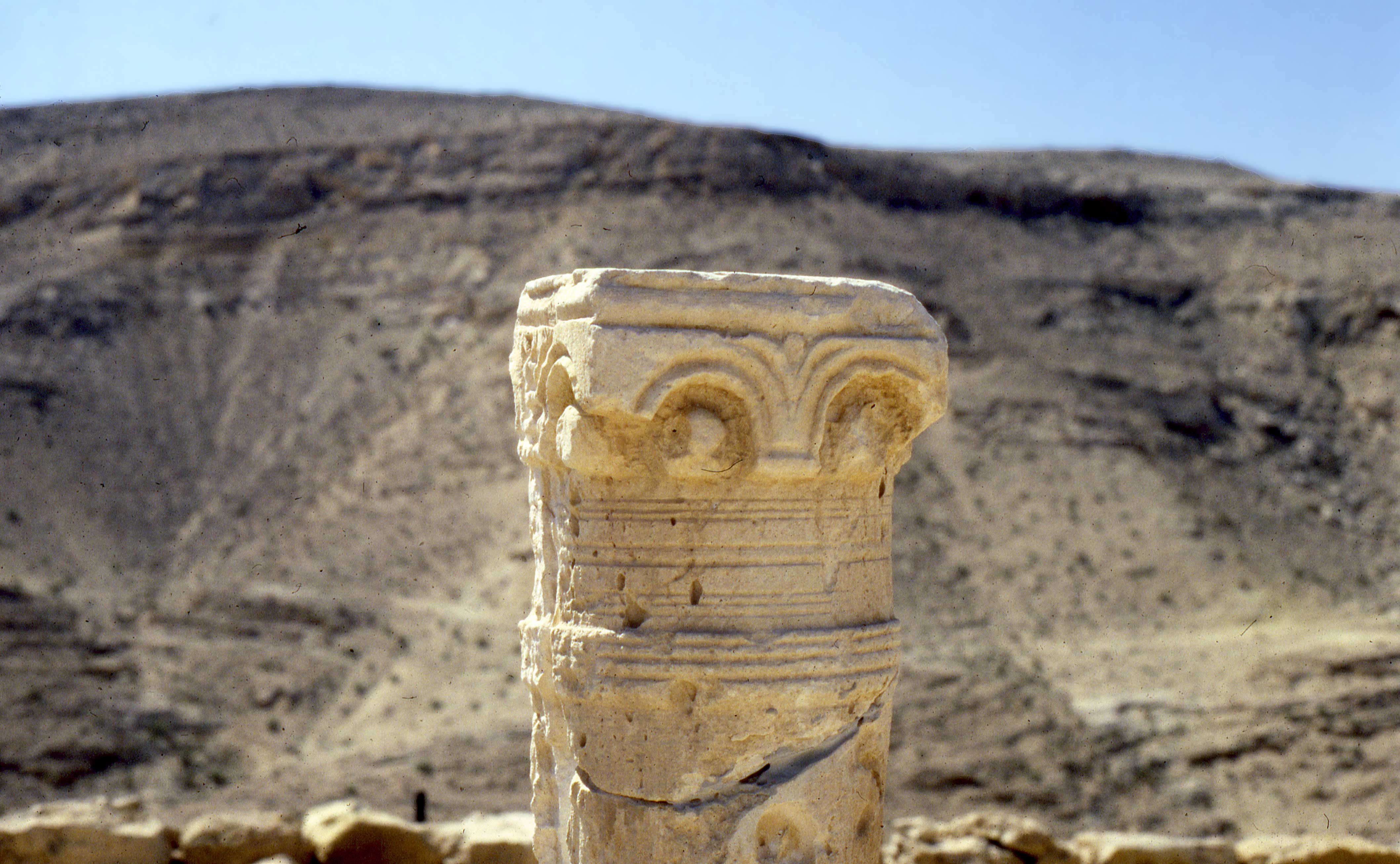
內蓋夫沙漠內的殘垣

內蓋夫（英語：Negev，提比里安发音：Néḡeḇ，an-Naqab）是位於巴勒斯坦地区南部的沙漠，1948年以色列建國後成為其領土。「內蓋夫」在《聖經》年代的希伯來語的意思就是「南部」。整個內蓋夫佔了以色列南部的絕大部份地域，亦佔以色列國土面積一半以上。現已成為以色列一個著名景區。
面積超過13,000平方公里的內蓋夫呈倒三角形，西部與西奈半島的沙漠相連，東部與乾谷、阿拉伯谷相鄰。
內蓋夫的最大城市是位於地區北部的別是巴，有人口約20萬，亦是以色列南區的地區行政中心。內蓋夫地區的南端是埃拉特灣及渡假城鎮埃拉特。此外尚有其他城鎮，如：迪莫納、阿拉德、Mitzpe Ramon。
以色列政府已於2006年計劃通過4億謝克爾對內蓋夫沙漠進行開發。以色列的迪莫納核基地即位於內蓋夫沙漠境內。

## 外部連結
- 維基旅遊：內蓋夫 （页面存档备份，存于）